# Aspilota flagellaris
Aspilota flagellaris är en stekelart som beskrevs av Fischer 1973. Aspilota flagellaris ingår i släktet Aspilota och familjen bracksteklar. Inga underarter finns listade.